# Кате (язык)
Кате (Kâte, Kai, Kâte Dong) — папуасский язык, на котором говорят в округе Финшхафен провинции Моробе в Папуа — Новой Гвинее. Принадлежит ветви финистерре-хуонских языков трансновогвинейского типа языков (Росс, 2005). Он был принят для обучения и миссиионерской деятельности среди носителей папуасских языков Евангельско-лютеранской церкви Папуа — Новой Гвинеи в начале 1900-х годов, количество говорящих (L2) достигало 80 000. У языка идентифицированы диалекты вамора (вамола), вана, вемо, магобиненг (бамота), парек, некоторые из них могут быть отдельными языками.

## Фонология

### Гласные
В языке кате существует 6 гласных звуков. Орфографически знак â означает звук /ɔ/. Долготой гласные не отличаются.
|                | Верхнего ряда | Среднего ряда | Нижнего ряда |
| -------------- | ------------- | ------------- | ------------ |
| Переднеязычные | i /i/         |               | u /u/        |
| Средние        | e /e/         |               | o /o/        |
| Заднеязычные   |               | a /a/         | â /ɔ/        |

### Согласные
Гортанная смычка (в орфоргафии — -c) возникает только после гласной, Пилхофер описывает этот феномен как «особый гласный», образующий минимальную пару: bo «сахарный тростник», boc «очень»; sic «высаживание», sic «бульон». Фрикативные согласные f и w либо лабио-дентальные (Пилхофер, 1933), либо губно-губные (Флирл и Штраус, 1977). Альвео-палатальные z и ʒ являются аффрикатами, [ts] и [dz] соответственно, но ведут себя как взрывные, хотя z встречается в положении между гласными, а ʒ — в начале морфем (Флирл и Штраус, 1977). Как Пилхоферл (1933:15), так и Флирл и Штраус (1977) описывают лабиовелярные звуки q и ɋ как коартикулированные [kp] и [gb] соответственно.
|                     | Лабиальные | Лабиовелярные | Дентальные | Альвео-палатальные | Велярные | Гортанные |
| ------------------- | ---------- | ------------- | ---------- | ------------------ | -------- | --------- |
| Глухие              | p          | q             | t          | -z-                | k        | -c        |
| Звонкие             | b          | ɋ             | d          | ʒ                  | g        |           |
| Преназализированные | mb         | ŋɋ            | nd         | nʒ                 | ŋg       |           |
| Носовые             | m          |               | n          |                    | ŋ        |           |
| Глухие фрикативные  | f          |               |            | s                  |          | h         |
| Звонкие фрикативные | w          |               |            |                    |          |           |
| Плавные             |            |               | l          |                    |          |           |
| Аппроксиманты       |            |               |            | j                  |          |           |

## Письменность
Язык кате пользуется латинским алфавитом.
| A a | Â â      | E e      | I i | O o | U u | B b | C c | D d      | F f      | G g | H h |
| --- | -------- | -------- | --- | --- | --- | --- | --- | -------- | -------- | --- | --- |
| /a/ | /ɔ/, /ɒ/ | /ɛ/, /e/ | /i/ | /o/ | /u/ | /b/ | /ʔ/ | /d/, /ď/ | /f/, /ɸ/ | /g/ | /h/ |

| J j | K k  | M m | N n | Ŋ ŋ | P p  | Ɋ ɋ  | Q q  | R r      | S s | T t  | W w      | Ʒ ʒ  | Z z  |
| --- | ---- | --- | --- | --- | ---- | ---- | ---- | -------- | --- | ---- | -------- | ---- | ---- |
| /j/ | /kʰ/ | /m/ | /n/ | /ŋ/ | /pʰ/ | /ɡ͡b/ | /k͡p/ | /ɺ/, /ɾ/ | /s/ | /tʰ/ | /w/, /β/ | /d͡z/ | /t͡s/ |

- Дифтонги на письме передаются написанием двух букв для гласных: ui, iu, oe, eo, eu, ue, ei, ie, ai, ia, ae, ea, au, ua, ao, oa, âi, iâ, âe, eâ, âu, uâ, âo, oâ, oi, io, ou, uo.